# Machimus bromleyanus
Machimus bromleyanus là một loài ruồi trong họ Asilidae. Machimus bromleyanus được Carrera & Andretta miêu tả năm 1950. Loài này phân bố ở vùng Tân nhiệt đới.